# Cenaida Uribe
Cenaida Cebastiana Uribe Medina (ur. 2 grudnia 1965 w Limie) – peruwiańska siatkarka. Srebrna medalistka olimpijska z Seulu. Brązowa medalistka mistrzostw świata 1986.
Zawody w 1988 były jej jedynymi igrzyskami olimpijskimi. W turnieju wystąpiła w pięciu spotkaniach, w finale Peruwianki uległy reprezentacji Związku Radzieckiego. W 1986 była brązową medalistką mistrzostw świata. Ma w dorobku tytuły mistrzyni Ameryki Południowej oraz medal igrzysk panamerykańskich (srebro w 1987). W ojczyźnie grała w Divino Maestro, od 1988 do 1996 była zawodniczką włoskich klubów.
W latach 2006–2011 była członkinią Kongresu z ramienia Unión por el Perú.